# Soumostí Årsta
Soumostí Årsta (švédsky) Årstabroarna, (anglicky) The Årsta bridges, tvoří dva souběžné železniční mosty spojující ostrov Södermalm přes ostrůvek Årsta s pevninskou částí švédského hlavního města
zvanou Årstaviken.

## Historie
Stockholm se rozkládá na 14 ostrovech u ústí jezera Mälaren a využívá dopravní systém ze 60. let 20. století bez výraznějších změn (dobudování vnitřního i vnějšího dopravního okruhu je plánováno na rok 2025).
automobilová doprava před vjezdem do města je zpoplatněna mýtem, což spolu s nedostatkem parkovacích míst ve městě má za následek, že většina dojíždějících za prací dává přednost cestě vlakem. Nedostačující kapacita stávajících železničních mostů vedla ve druhé polovině 20. století k rozhodnutí postavit souběžně se stávajícím mostem Årsta, nový, moderní železniční most. V roce 1994 byla vypsána mezinárodní architektonická soutěž, ve které zvítězil návrh ateliéru Foster + partners ve spolupráci s konstrukční kanceláří Ove Arup. Původní most z roku 1929 je označován jako „východní“ a nový most z roku 2005 jako „západní“.

## Východní most

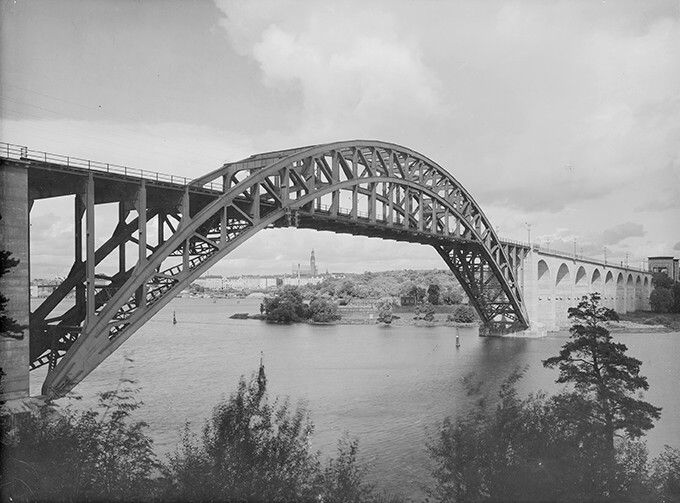
Starý (východní) železniční most, kolem 1930

Nová trasa linky Stockholm-Göteborg přes záliv Årsta byla stanovena kolem roku 1915. To představovalo zisk 787 metrů ve srovnání s předchozí trasou vedoucí přes padací most. Během 1. světové války, projekt stavby mostu začal zhotovením topografické mapy. Mezinárodní architektonická soutěž byla vypsána bezprostředně po skončení války. Soutěž skončila 15. května 1919 přijetím 34 návrhů. Zvítězil projekt Simplicitas architektů Svena Markeliuse a Olofa Lundgrena. Německá skupina MAN, ve spolupráci s výrobcem Arcus AB navrhla vytvoření základů pomocí kesonů. Projekt mostu zahrnuje krátké mostní klenby podobné akvaduktu a nad mořem ocelový oblouk zajišťující průjezd lodí. Po dlouhých diskusích a řadě pozměňovacích návrhů, byla dohoda mezi švédskou železniční společností a městem Stockholm podepsána v roce 1923. Most Årsta byl postaven v letech 1923 až 1929 pod vedením hlavního architekta švédské železnice Folke Zettervalla. Mezi inženýry, kteří se podíleli na budování patří Ernst Nilsson a Salomon Kasarnowsky. Architektem zodpovědným za provedení podrobných plánů byl Cyrillus Johansson.
Celková délka mostu je 753 m, šířka je 9 m. Světlá výška na jižní straně je 26 m, splavná šířka pod obloukem je 75 m. Na severní straně byla před rekonstrukcí světlá výška mostu 32 m. Po rekonstrukci je výška 21,5 m s šířkou 24 m.

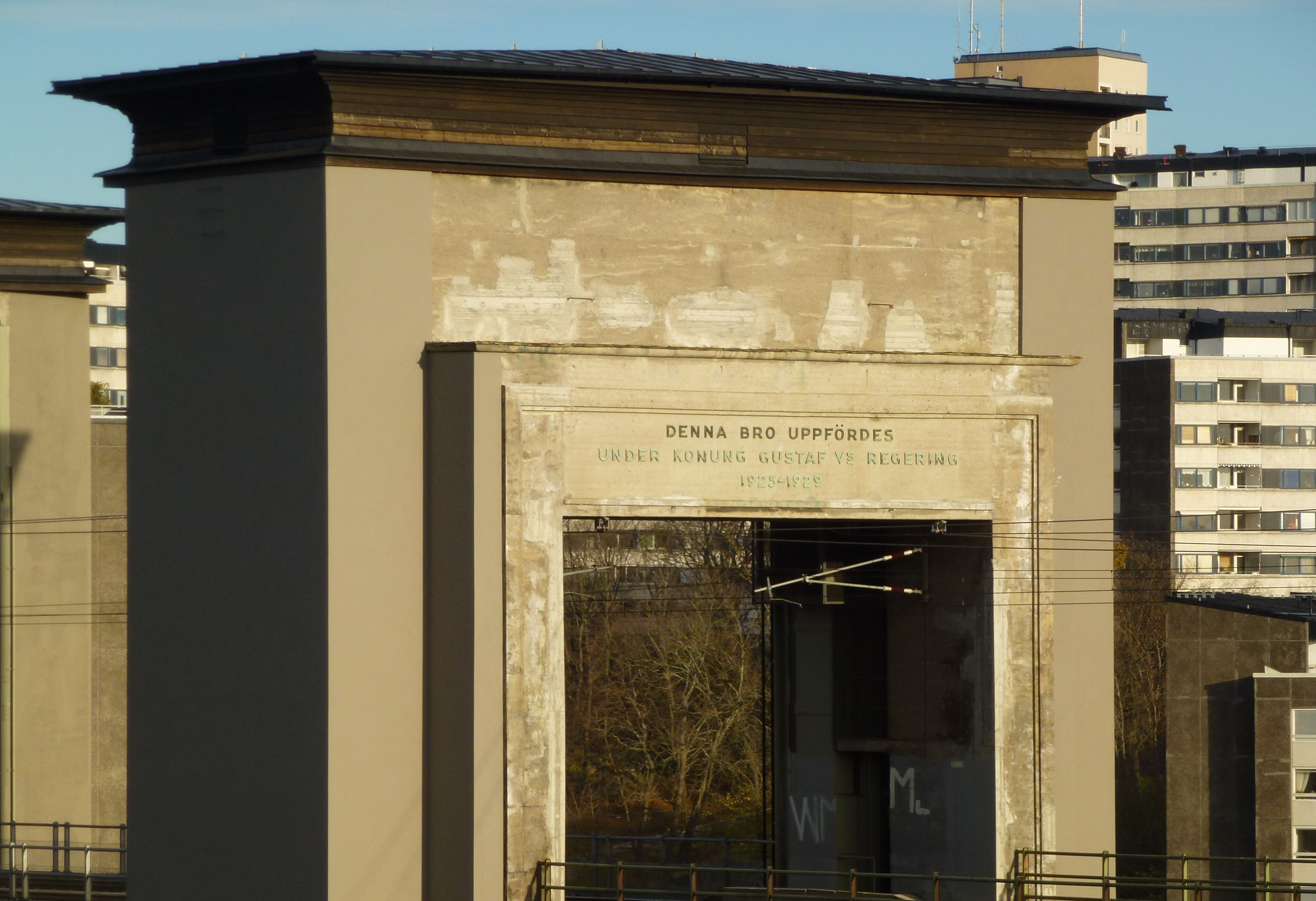
Mostní věž s vročením

Mostní věže na obou stranách mostní konstrukce nemají jen architektonický význam, ale umožňují i zvednutí mostovky nad vodní hladinu. V 60. letech bylo zařízení používáno jen několikrát do roka a v roce 1973 byla splavná výška trvale ustavena na stávající hodnotu.
Na pilíři na jižní straně mostu je pamětní deska s nápisem: „tento most byl postaven za vlády krále Gustava V. mezi lety 1925 a 1929“. Most byl slavnostně otevřen dne 23. listopadu 1929 králem Gustavem V. Celkové náklady projektu činily 11 milionů korun.
Od roku 1986 je most památkově chráněnou historickou památkou (byggnadsminne). V roce 1956 se objevil na švédské poštovní známce. V září 2012 byla dokončena rozsáhlá rekonstrukce mostu, kdy zejména klenby byly pokryty novou vrstvu betonu.

## Západní most

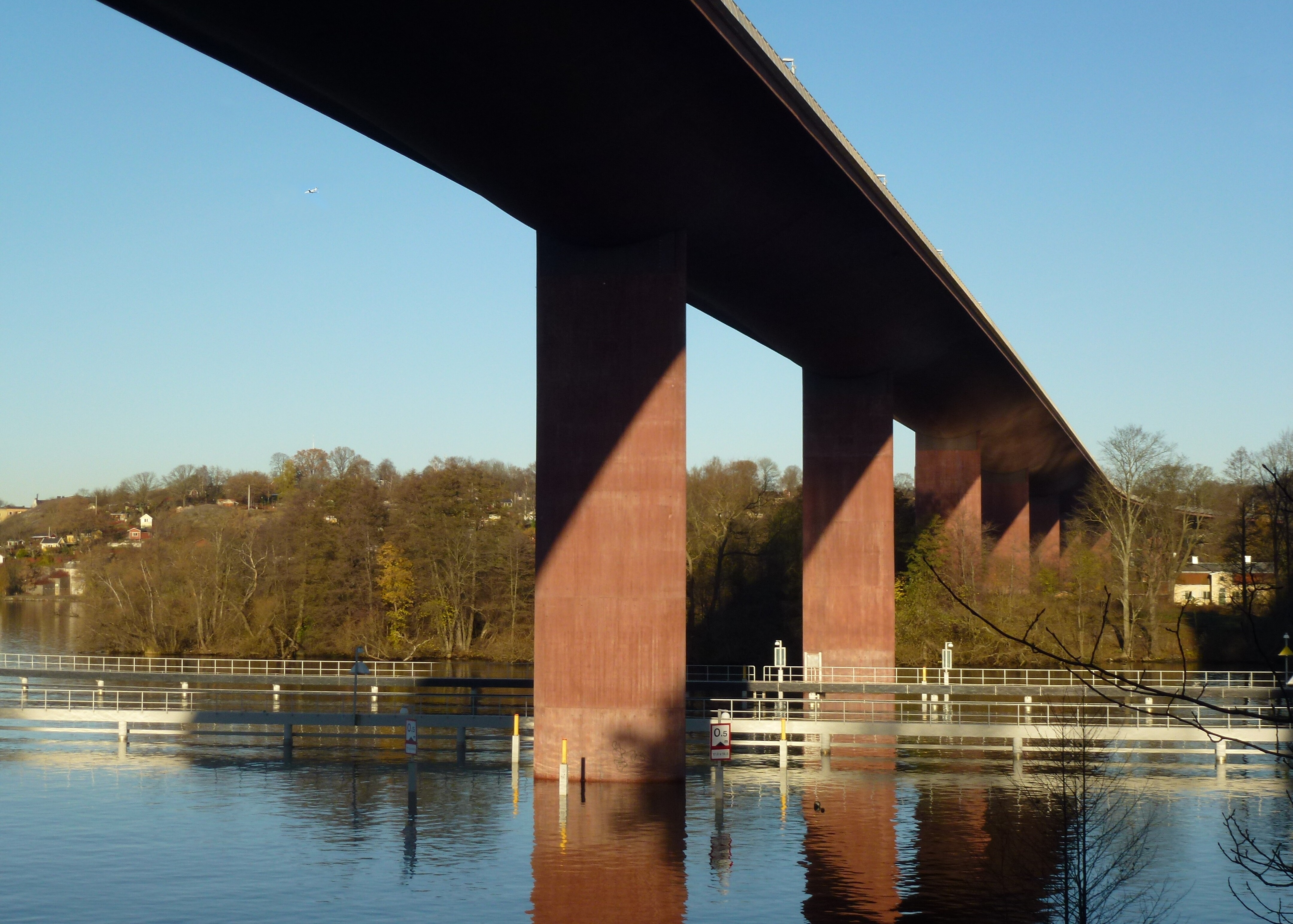
Nový (západní) železniční most

Most byl vybudován v letech 2000 – 2005 podle návrhu ateliéru Foster + partners jako železobetonový předpjatý monolit o délce 833 m, výšce 26 m a šířce 19,5 m. Most je dvoukolejný, mezi kolejemi je chodník pro obsluhu a po každé straně mostu chodník pro pěší a cyklisty. Mostovku nese 10 pilířů eliptického průřezu, rozpětí polí je 48 + 9x78 +
65 m.
Most má moderní protihlukové vybavení. Kromě speciálních podložek pod pražci jsou na bočních stěnách nosníku a pásu mezi kolejemi umístěny ocelové matrace vyplněné minerální vlnou, které pohlcují hluk.
Beton byl barven ve hmotě barevnými pigmenty v odstínu falunská červeň, ve švédsku tradičně používaném na nátěry staveb. Betonový povrch byl impregnován. Most byl slavnostně otevřen 28. srpna 2005 za přítomnosti švédského krále Karla XVI. Gustava což dokládá pamětní deska umístěná na mostě. Konstrukcí, barvou a výsledným výtvarným dojmem se nový most harmonicky zapojil do okolního prostředí.

## Galerie

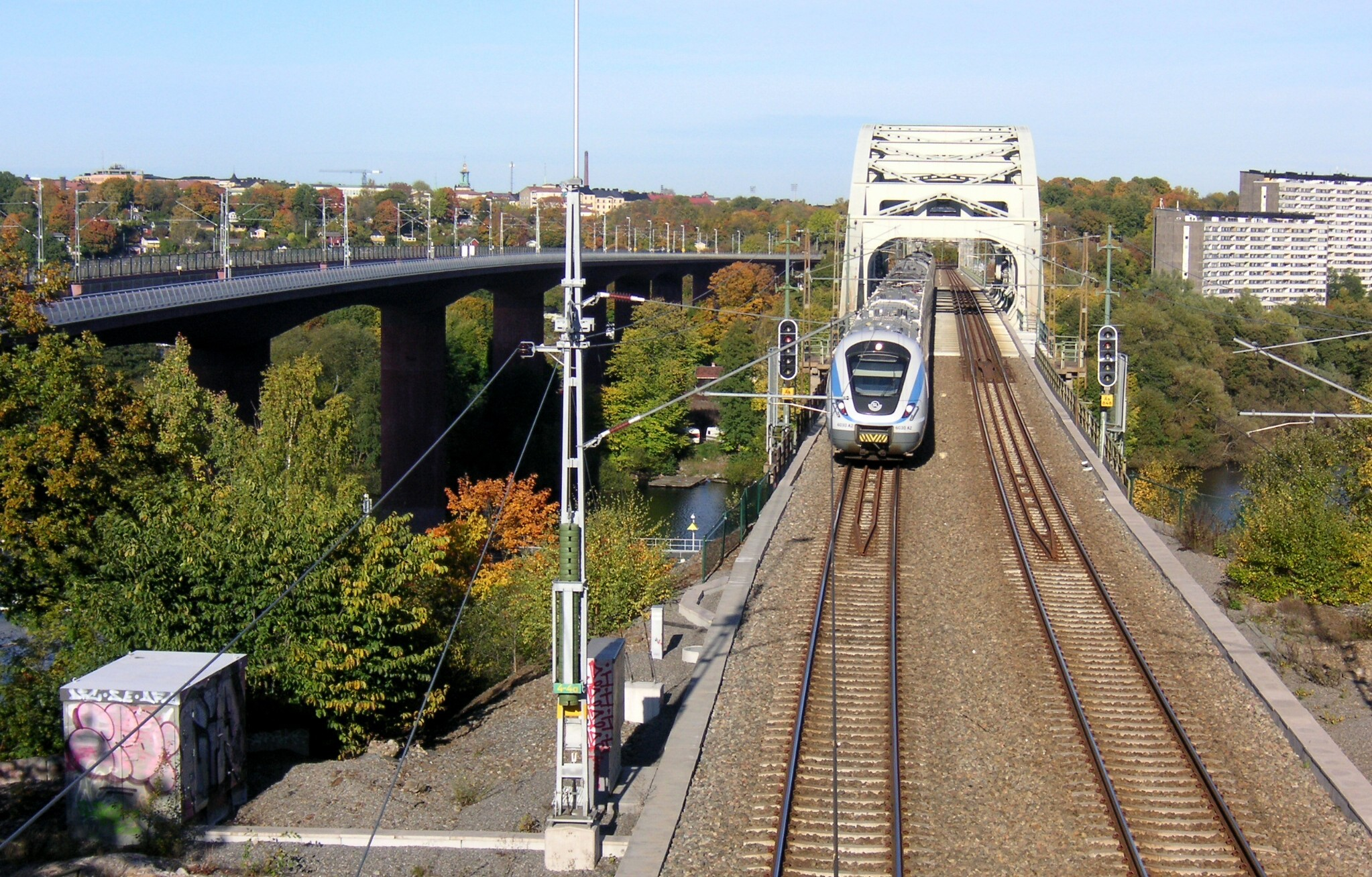
Starý železniční most
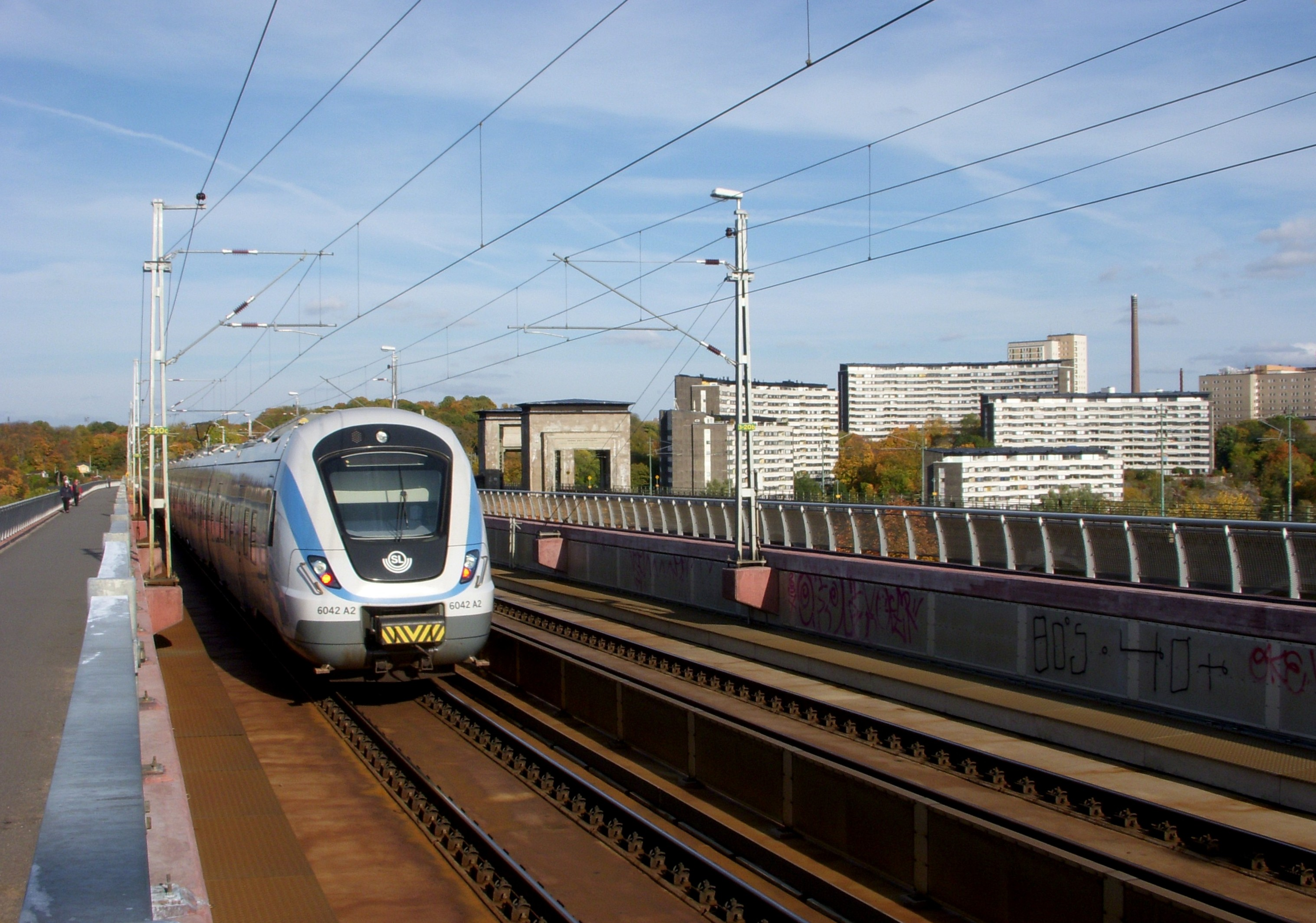
Nový železniční most
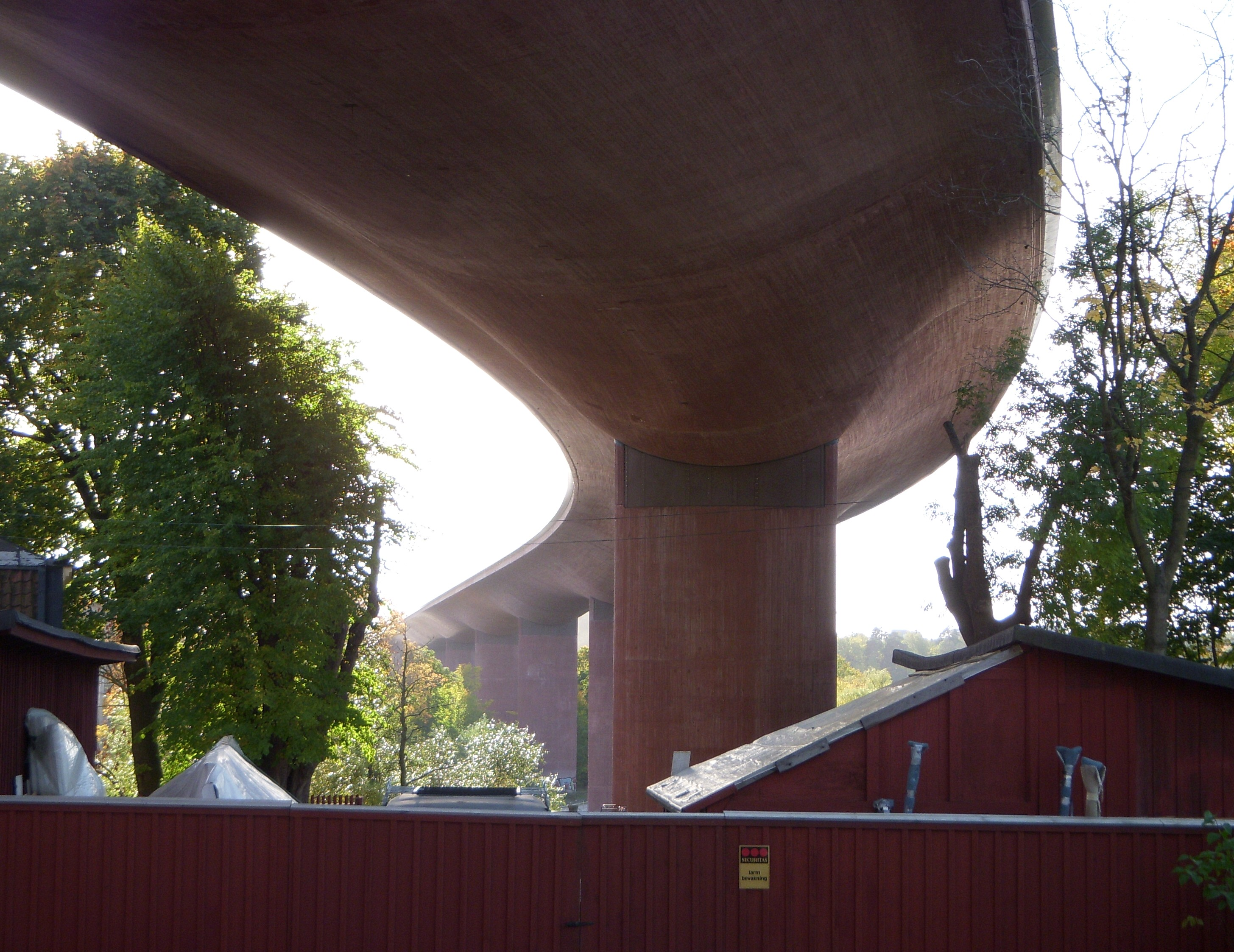
Červený most nad červenými domy
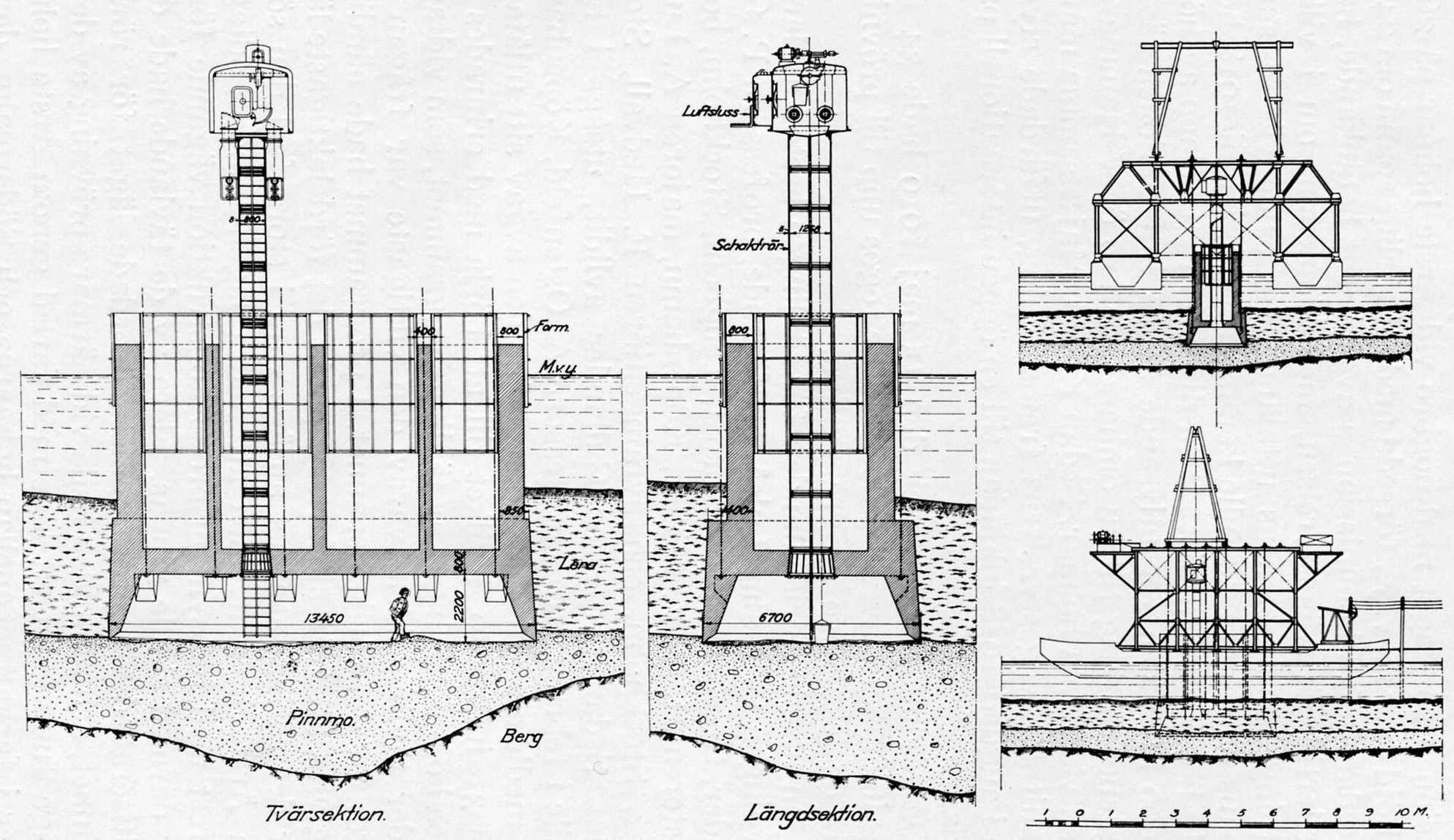
Schema založení pilířů na kesonech (starý most)